# Falko Krismayr
Falko Krismayr (* 17. März 1979) ist ein ehemaliger österreichischer Skispringer und heutiger Skisprungtrainer.

## Werdegang
Krismayer gehörte ab 1996 zum österreichischen Kader für den Skisprung-Continental-Cup (COC). Bereits in seiner ersten Saison konnte er dabei mit 342 Punkten auf Platz 27 der Gesamtwertung springen. Bei der Junioren-Weltmeisterschaft 1997 im kanadischen Canmore gewann er im Einzelspringen von der K89-Schanze die Bronzemedaille hinter dem Norweger Wilhelm Brenna und dem Finnen Jussi Hautamäki. Auch im Teamspringen gewann er gemeinsam mit Thomas Hörl, Karl-Heinz Dorner und Wolfgang Loitzl Bronze. Nachdem er erfolgreich in die Continental-Cup-Saison 1997/98 gestartet war, gab er am 8. Dezember 1997 in Villach sein Debüt im Skisprung-Weltcup. Von der Normalschanze sprang er dabei auf den 45. Platz. Die Saison 1997/98 beendete er kurz darauf mit 707 COC-Punkten auf Platz 2. der Continental-Cup-Gesamtwertung. Ende Februar 1998 gehörte er zum österreichischen Kader für das Weltcup-Skifliegen in Vikersund. Dabei konnte er am ersten Tag mit Platz 23 seine ersten Weltcup-Punkte gewinnen. Damit belegte er zum Ende der Weltcup-Saison 1997/98 den 80. Platz in der Weltcup-Gesamtwertung. In der Skiflug-Wertung kam er auf den 42. Platz. In der folgenden Saison startete er erneut bei drei Weltcup-Springen in Harrachov und Sapporo, wobei ihm in Harrachov erneut der Gewinn von Weltcup-Punkten gelang. Die Continental-Cup-Saison 1998/99 beendete er auf dem 9. Platz in der Gesamtwertung. Nach einer eher erfolglosen Saison 1999/2000 beendete Krismayer 2000 seine aktive Skisprungkarriere.
Von 2009 bis 2015 war Krismayr der Sprungtrainer des österreichischen Weltcup-Teams in der Nordischen Kombination. Seit dem Februar 2020 trainiert er die finnische Nationalmannschaft der Nordischen Kombination im Skisprungbereich.

## Statistik

### Weltcup-Platzierungen
| Saison  | Platz | Punkte |
| ------- | ----- | ------ |
| 1997/98 | 80.   | 008    |
| 1998/99 | 95.   | 004    |

### Continental-Cup-Platzierungen
| Saison  | Platz | Punkte |
| ------- | ----- | ------ |
| 1996/97 | 28.   | 342    |
| 1997/98 | 02.   | 707    |
| 1998/99 | 09.   | 516    |
| 1999/00 | 55.   | 216    |